# Grande Prêmio da Hungria de 1998
Resultados do Grande Prêmio da Hungria de Fórmula 1 realizado em Hungaroring em 16 de agosto de 1998. Décima segunda etapa da temporada, teve como vencedor o alemão Michael Schumacher, da Ferrari.

## Resumo
Último pódio de Jacques Villeneuve pela equipe Williams.

## Classificação da prova

### Treino oficial
| Pos.                      | Nº | Piloto                | Construtor          | Tempo    | Diferença |
| ------------------------- | -- | --------------------- | ------------------- | -------- | --------- |
| 1                         | 8  | Mika Häkkinen         | McLaren-Mercedes    | 1:16.973 |           |
| 2                         | 7  | David Coulthard       | McLaren-Mercedes    | 1:17.131 | + 0.158   |
| 3                         | 3  | Michael Schumacher    | Ferrari             | 1:17.366 | + 0.393   |
| 4                         | 9  | Damon Hill            | Jordan-Mugen/Honda  | 1:18.214 | + 1.241   |
| 5                         | 4  | Eddie Irvine          | Ferrari             | 1:18.325 | + 1.352   |
| 6                         | 1  | Jacques Villeneuve    | Williams-Mecachrome | 1:18.337 | + 1.364   |
| 7                         | 2  | Heinz-Harald Frentzen | Williams-Mecachrome | 1:19.029 | + 2.056   |
| 8                         | 5  | Giancarlo Fisichella  | Benetton-Playlife   | 1:19.050 | + 2.077   |
| 9                         | 6  | Alexander Wurz        | Benetton-Playlife   | 1:19.063 | + 2.090   |
| 10                        | 10 | Ralf Schumacher       | Jordan-Mugen/Honda  | 1:19.171 | + 2.198   |
| 11                        | 14 | Jean Alesi            | Sauber-Petronas     | 1:19.210 | + 2.237   |
| 12                        | 16 | Pedro Paulo Diniz     | Arrows              | 1:19.706 | + 2.733   |
| 13                        | 17 | Mika Salo             | Arrows              | 1:19.712 | + 2.739   |
| 14                        | 18 | Rubens Barrichello    | Stewart-Ford        | 1:19.876 | + 2.903   |
| 15                        | 15 | Johnny Herbert        | Sauber-Petronas     | 1:19.878 | + 2.905   |
| 16                        | 12 | Jarno Trulli          | Prost-Peugeot       | 1:20.042 | + 3.069   |
| 17                        | 19 | Jos Verstappen        | Stewart-Ford        | 1:20.198 | + 3.225   |
| 18                        | 21 | Toranosuke Takagi     | Tyrrell-Ford        | 1:20.354 | + 3.381   |
| 19                        | 22 | Shinji Nakano         | Minardi-Ford        | 1:20.635 | + 3.662   |
| 20                        | 11 | Olivier Panis         | Prost-Peugeot       | 1:20.663 | + 3.690   |
| 21                        | 23 | Esteban Tuero         | Minardi-Ford        | 1:21.725 | + 4.752   |
| Limite dos 107%: 1:22.361 |    |                       |                     |          |           |
| DNQ                       | 20 | Ricardo Rosset        | Tyrrell-Ford        | 1:23.140 | + 6.167   |
| Fonte:                    |    |                       |                     |          |           |

### Corrida
| Pos.   | Nº | Piloto                | Construtor          | Voltas | Tempo/Diferença | Grid | Pontos     |
| ------ | -- | --------------------- | ------------------- | ------ | --------------- | ---- | ---------- |
| 1      | 3  | Michael Schumacher    | Ferrari             | 77     | 1:45:25.550     | 3    | 10         |
| 2      | 7  | David Coulthard       | McLaren-Mercedes    | 77     | + 9.433         | 2    | 6          |
| 3      | 1  | Jacques Villeneuve    | Williams-Mecachrome | 77     | + 44.444        | 6    | 4          |
| 4      | 9  | Damon Hill            | Jordan-Mugen/Honda  | 77     | + 55.076        | 4    | 3          |
| 5      | 2  | Heinz-Harald Frentzen | Williams-Mecachrome | 77     | + 56.510        | 7    | 2          |
| 6      | 8  | Mika Häkkinen         | McLaren-Mercedes    | 76     | + 1 volta       | 1    | 1          |
| 7      | 14 | Jean Alesi            | Sauber-Petronas     | 76     | + 1 volta       | 11   |            |
| 8      | 5  | Giancarlo Fisichella  | Benetton-Playlife   | 76     | + 1 volta       | 8    |            |
| 9      | 10 | Ralf Schumacher       | Jordan-Mugen/Honda  | 76     | + 1 volta       | 10   |            |
| 10     | 15 | Johnny Herbert        | Sauber-Petronas     | 76     | + 1 volta       | 15   |            |
| 11     | 16 | Pedro Paulo Diniz     | Arrows              | 74     | + 3 voltas      | 12   |            |
| 12     | 11 | Olivier Panis         | Prost-Peugeot       | 74     | + 3 voltas      | 20   |            |
| 13     | 19 | Jos Verstappen        | Stewart-Ford        | 74     | + 3 voltas      | 17   |            |
| 14     | 21 | Toranosuke Takagi     | Tyrrell-Ford        | 74     | + 3 voltas      | 18   |            |
| 15     | 22 | Shinji Nakano         | Minardi-Ford        | 74     | + 3 voltas      | 19   |            |
| 16     | 6  | Alexander Wurz        | Benetton-Playlife   | 69     | Câmbio          | 9    |            |
| Ret    | 18 | Rubens Barrichello    | Stewart-Ford        | 54     | Câmbio          | 14   |            |
| Ret    | 12 | Jarno Trulli          | Prost-Peugeot       | 28     | Motor           | 16   |            |
| Ret    | 17 | Mika Salo             | Arrows              | 18     | Câmbio          | 13   |            |
| Ret    | 4  | Eddie Irvine          | Ferrari             | 13     | Câmbio          | 5    |            |
| Ret    | 23 | Esteban Tuero         | Minardi-Ford        | 13     | Motor           | 21   |            |
| DNQ    | 20 | Ricardo Rosset        | Tyrrell-Ford        |        | Regra dos 107%  |      | [ nota 2 ] |
| Fonte: |    |                       |                     |        |                 |      |            |

## Tabela do campeonato após a corrida
| Pos. | Piloto             | Pontos |
| ---- | ------------------ | ------ |
| 1    | Mika Häkkinen      | 77     |
| 2    | Michael Schumacher | 70     |
| 3    | David Coulthard    | 48     |
| 4    | Eddie Irvine       | 32     |
| 5    | Jacques Villeneuve | 20     |

| Pos. | Construtor          | Pontos |
| ---- | ------------------- | ------ |
| 1    | McLaren-Mercedes    | 125    |
| 2    | Ferrari             | 102    |
| 3    | Benetton-Playlife   | 32     |
| 4    | Williams-Mecachrome | 30     |
| 5    | Jordan-Mugen/Honda  | 10     |

- Nota: Somente as primeiras cinco posições estão listadas.